# Trofaiach
Trofaiach – miasto w Austrii, w kraju związkowym Styria, w powiecie Leoben. Liczy 11203 mieszkańców (1 stycznia 2015).